# 노섬브리아 왕국
노섬브리아(고대 영어: Norþanhymbra rīċe; 라틴어: Regnum Northanhymbrorum)는 현재 잉글랜드 북부와 스코틀랜드 남동부 지역에 있던 초기 중세 앵글로색슨 왕국이었다.
이름은 "험버 북쪽의 사람 또는 지방"을 의미하는 고대 영어 Norþanhymbre에서 파생된다. 험버 하구의 남쪽 사람들과 반대이다. 노섬브리아는 7세기 초에 데이라와 베르니시아의 두 핵심 영토가 왕조의 연합을 이루면서 하나의 왕국으로 통합되기 시작했다. 전성기에 왕국은 남쪽의 험버, 고원 지대 및 머시강에서 북쪽의 포스만까지 확장되었다.  노섬브리아는 데이라가 덴마크인에 의해 정복되고 요크 왕국으로 형성되었을 때 10세기 중반에 독립 왕국이 아니었다. 백작은 일정 기간 동안 버니시아를 통제했다. 스코틀랜드 왕국은 한편 트위드 남쪽 부분은 노섬벌랜드 및 더럼팔라티노주으로서 잉글랜드 왕국에 흡수되었다.

## 개요
앵글족의 왕국 가운데 하나였던 베르니시아는 7세기 서부 픽트족의 달 리아타 왕국을 통합하였고, 후에 노섬브리아 왕국으로 발전한다.
베르니시아에서 547년에 건국하였다. 610년경 데렌 왕국을 지배하고, 노섬브리아 지방을 제패하였으나 그의 아들인 오즈왈드 왕이 641년에 머시아 왕국의 국왕 펜다에게 패배하고 만다. 그 후 프랑크 왕국으로부터 원조를 받아 머시아에 대항하였으나, 825년 웨식스 왕국의 국왕인 에그버트에게 항복하였다. 북방의 브리튼족의 침입, 국내 귀족의 반항 등으로 고통을 받았으나, 5세기경부터는 기독교를 받아들이고, 아일랜드인 등의 도래가 이어져, 문화는 번영하였다.

## 같이 보기
- 헨 오글레드
- 노섬브리안 파이프

## 참고 자료
- 이 문서에는 다음커뮤니케이션(현 카카오)에서 GFDL 또는 CC-SA 라이선스로 배포한 글로벌 세계대백과사전의 내용을 기초로 작성된 글이 포함되어 있습니다.

1. ↑  Bede 1898 Book I, chapter 34
2. ↑  Bosworth 1898, 725쪽